# 沿江大道 (武漢)

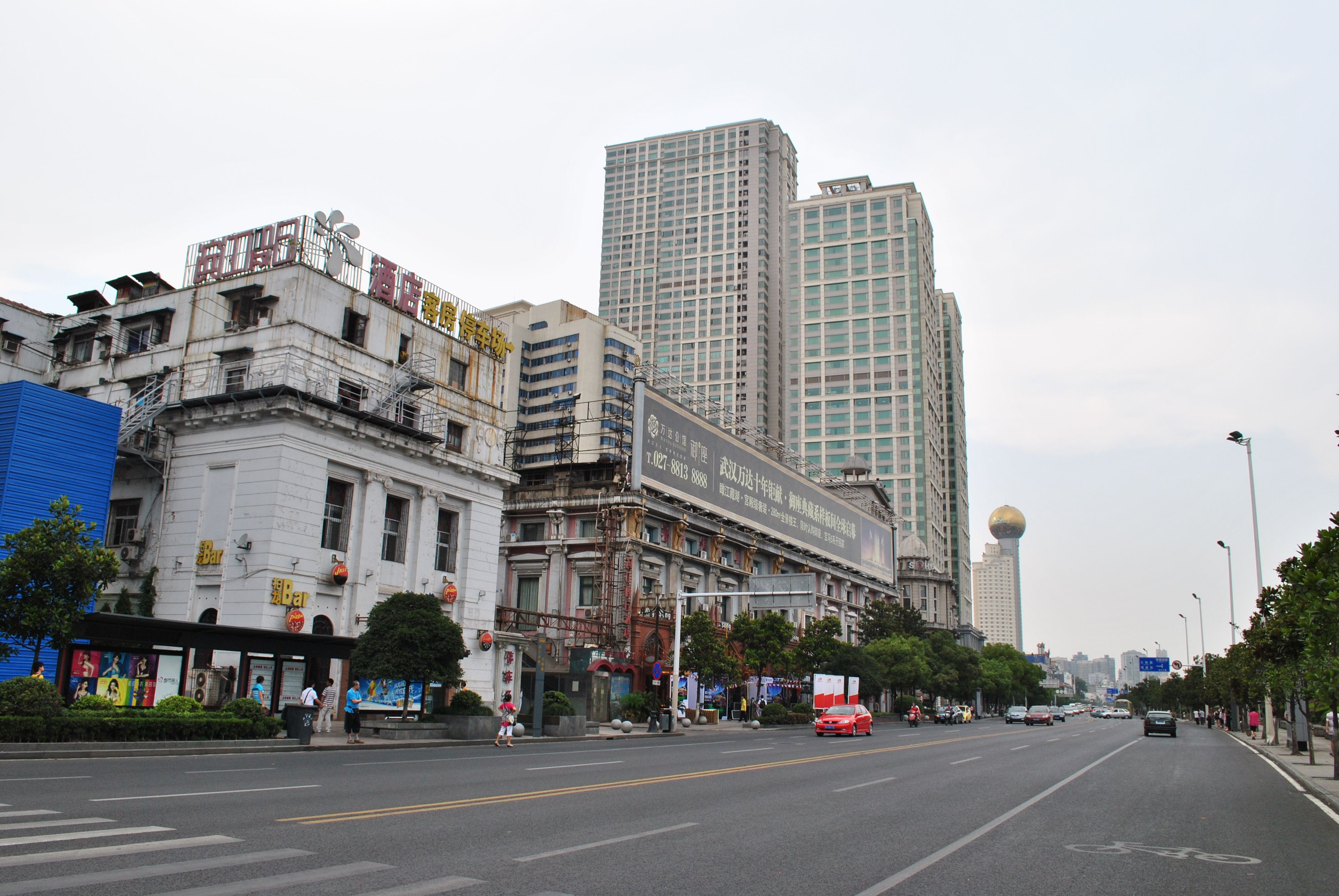

沿江大道（えんこうだいどう、中: 沿江大道、拼音: Yánjiāng dàdào）は、中国の湖北省武漢市の長江沿いの大通り。長江と漢水の合流点付近より下流の北東方向へ江漢区と江岸区を通過し長江と府河との合流点付近まで、総延長約13kmの道。
市街地中心部の江漢路・武漢地下鉄2号線付近から武漢大道までの約4.4kmの区間は、旧漢口租界地区を通過している。また長江沿いには漢口江灘（汉口江滩 Hànkǒu jiāng tān）と呼ばれる河岸沿いの公園になっている。

## 租界

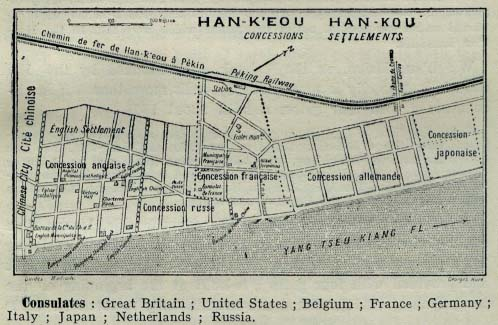
漢口租界地図（1912年）

阿片戦争（1840-1842年）、第二次阿片戦争（1856-1860年）、日清戦争（1894-1895年）などに敗北した清国は、次々と列強各国との間に不平等条約を結ばされた。その結果、中国大陸各地の港が条約港として開港させられ、上海、天津、漢口、広州などには租界が設けられた。
漢口には長江上流より、イギリス租界（1861年〜1927年）、ロシア租界（1896年〜1924年）、フランス租界（1896年〜1943年）、ドイツ租界（1895年〜1919年）、日本租界（1898年〜1938年8月・1938年10月〜1943年）が設けられた。最初に開設されたイギリス租界には列強の多くの企業が進出し漢口地区の経済の中心地となっていった。漢口の中心となったイギリス租界から最も遠くに造らざるをえなかった日本租界は、漢口城壁外の低湿地に設けられたため長江の洪水に悩まされそれほど繁栄することはなかった。

## 漢口江灘
沿江大道と長江の間は、堤防空間を利用した公園「漢口江灘（汉口江滩 Hànkǒu jiāng tān）」として市民に開放されている。面積は160万m2で、一般的な緑地公園のほか、14ヶ所のテニスコート、2ヶ所の水泳センター、陸上競技トラック、スケートボード場、スケート場などのスポーツ施設や娯楽施設などが多数の施設がある。

## 交通機関
- 武漢地下鉄2号線, 6号線 江漢路駅（江汉路站）
- 武漢地下鉄1号線 三陽路駅（三阳路站）、黄浦路駅（黄浦路站）